# 城島高原
城島高原（きじまこうげん）は、大分県別府市の鶴見岳南麓にある高原である。1953年（昭和28年）に阿蘇くじゅう国立公園に指定されている。
標高約700 - 800mの高原で、城島高原パークをはじめとする観光施設が整備されている。

## 歴史
この地は、古くは1187年（文治3年）に検地を行った木島次郎衛門に因んで「木島」と呼ばれ、江戸時代には「鬼島」と呼ばれていたとされる。
1934年（昭和9年）には、鐘淵紡績が羊毛の国産化を目指して綿羊牧場を開設。当初、牧場は観光を目的としたものではなかったが、後に牧場の施設を転用するなどして観光用の宿泊施設などが開設されたと考えられている。また、この時期に地名の表記が現在の「城島」に改められているが、その経緯については、1935年（昭和10年）の別府市への編入に伴う改名とする説や、観光開発に伴う改名であるとの説などがある。
1949年（昭和24年）には、亀の井ホテルが、高原ホテルとヒュッテの営業権を取得し、翌1950年（昭和25年）には、高原ホテル及び高原の土地の一部を買収している。このホテルは1966年（昭和41年）まで営業していた。
一方、1951年（昭和26年）には関西汽船が高原の残りの土地を買収して観光開発を開始し、1967年（昭和42年）にはキジマモートピアランド（現城島高原パーク）を開業。1970年（昭和45年）6月に、経営権が関西汽船から伊藤忠商事に移行した後、1971年（昭和46年）1月には、亀の井ホテルから宿泊施設及び土地を買収して、以後、城島高原の観光開発は伊藤忠商事を中心に行われることになる。その後、1987年（昭和62年）には、経営権が伊藤忠商事から後楽園スタヂアム（現：東京ドーム）に譲渡されている。